# Václav Daněk
Václav Daněk (Ostrava, 22 dicembre 1960) è un allenatore di calcio ed ex calciatore cecoslovacco, dal 1993 ceco, di ruolo attaccante, tecnico del Hlučín.

## Carriera

### Giocatore

#### Baník Ostrava

##### L'esordio e i due titoli
Nella stagione 1978-79 entra nella prima squadra del Baník Ostrava, squadra della sua città natale, Ostrava. Nel 1979 la società di Ostrava vince la Coppa Rappan Nella stagione 1979-80 gioca il campionato da titolare collezionando 23 presenze e 7 reti. Il Baník vince il campionato superando con due giornate d'anticipo lo Zbrojovka Brno e il Bohemians Praga. Nel campionato del 1981 Daněk segna 8 reti giocando in 24 occasioni il campionato cecoslovacco: la società rossoblu di Ostrava vince nuovamente il torneo davanti a Dukla Praga, Bohemians Praga e Sparta Praga. Nella stagione 1981-82 l'attaccante di Ostrava realizza 11 marcature giocando 29 incontri di campionato. Al termine della stagione il Baník giunge al secondo posto in campionato dietro al Dukla Praga. Nel 1983 il Baník Ostrava arriva al secondo posto in campionato superato dal solo Bohemians Praga: Daněk segna 8 gol in 28 sfide. Nel 1983-84 Daněk realizza 7 marcature in 23 partite e nella stagione seguente mette a segno 5 centri entrando in campo 18 volte. Il Baník Ostrava è al quinto posto nel 1984 e al quarto posto nel 1985. Nel 1985 i cechi vincono la Karl Rappan, ripetendosi nel 1987 e nel 1989.

##### La rinascita
La stagione 1985-86 è la peggiore per Danĕk che realizza 4 reti pur giocando 17 incontri di campionato. Il Baník Ostrava giunge all'ottavo posto. Alla stagione appena trascorsa si contrappone quella successiva dove Daněk, giocando tutte le 30 partite del campionato, segna 25 volte, ottenendo il titolo di miglior marcatore del campionato. Con i suoi gol (circa la metà di quelli complessivi della squadra) trascina i rossoblu al quinto posto. Nel 1988 Václav Daněk si riconferma: 23 reti in 26 partite (di poco sotto la media di una rete a partita) lo portano al secondo posto nella classifica marcatori dietro a Milan Luhový autore di 24 marcature. Con le sue 23 reti (ancora una volta circa la metà di quelle del Baník) porta la squadra ai vertici della graduatoria. L'ultima stagione ad Ostrava vede il trionfo del Dukla Praga in campionato proprio sul Baník: Václav Daněk sigla 13 realizzazioni in 23 presenze. Nel 1988-89 vince con la squadra la Coppa Mitropa, battendo in finale il Bologna. Nel 1989 il Baník Ostrava vince l'unica edizione della Supercoppa Mitropa giocata contro il Pisa: dopo aver vinto ad Ostrava per 3-0 i cechi vengono rimontati 0-3 a Pisa e l'incontro verrà vinto solo ai supplementari dalla formazione mitteleuropea.

#### Innsbruck e Le Havre
Nel 1989 viene acquistato dagli austriaci del Tirol Innsbruck: al primo anno Daněk vince il campionato austriaco, segnando 15 gol in 25 incontri. Nel 1991 gioca 32 partite e mette a segno 29 marcature: grazie a queste prestazioni guadagna il titolo di capocannoniere del torneo portando il Tirol in seconda posizione. Arriva alla finale di Supercoppa austriaca contro l'Austria Vienna ma lo Swarovski Tirol perde 5-1.
Nell'annata 1991-92 gioca in Francia con il Le Havre: gioca 17 e segna 3 reti. Il Le Havre conclude in settima posizione il torneo. A seguito di questa esperienza francese Daněk torna ad Innsbruck, per giocare con il Wacker Innsbruck: in questa stagione realizza 24 reti giocando 35 partite, ciò gli vale nuovamente il titolo di capocannoniere del campionato. Il Wacker Innsbruck si mantiene ai vertici della classifica. In questa stagione il Wacker vince la Coppa d'Austria e nello stesso anno arriva la finale di Supercoppa d'Austria persa ai rigori contro l'Austria Vienna per 4-2.

## Palmarès

### Giocatore

#### Club

##### Competizioni nazionali
- Campionato cecoslovacco: 2

Baník Ostrava: 1979-80, 1980-81
- Campionato austriaco: 1

Swarovski Tirol: 1989-1990

##### Competizioni internazionali
- Coppa Piano Karl Rappan: 4

Baník Ostrava: 1979, 1985, 1987, 1989
- Coppa Mitropa: 1

Baník Ostrava: 1988-1989
- Supercoppa Mitropa: 1

Baník Ostrava: 1989

#### Individuale
- Capocannoniere del Campionato cecoslovacco: 1

1986-1987 (25 reti)
- Capocannoniere della Fußball-Bundesliga: 2

1990-1991 (29 reti), 1992-1993 (24 reti)